# Lóránt-Lassner Sándor
Lóránt-Lassner Sándor ( ? – Arad, 1937. szeptember 25.) költő és grafikus.

## Élete, munkássága
Aradon élt és tevékenykedett. Karcolatait a mindössze tíz számot megért Új Szemle c. irodalmi folyóirat közölte (1918). Ő tervezte a Fekete Tivadar szerkesztésében megjelent Fekete Macska c. szatirikus és erotikus aradi folyóirat (1922-23) fejléceit és grafikáit. Szép ex libriseket alkotott. Krúdy Gyula A nő-vadász c. kis remekművét Aradon is kiadták a Forum Irodalmi és Könyvkiadó Rt. sorozatában, az Erdélyi könyvtár első évfolyamának 2. számaként, Lóránt Lassner Sándor biedermeier hangulatú színes címlapjával.

## Kötetei
- Az én szívem (versek prózában, Arad, 1919)
- Simphonia Domestica (szonettkoszorú, Arad, 1924)